# Michael Tørnes
Michael Elvers Tørnes (* 8. Januar 1986 in Herlev) ist ein dänischer ehemaliger Fußballtorwart.

## Karriere
Tørnes begann mit dem Fußballspielen in der Jugendabteilung von Herlev IF. Danach ging er zu Farum BK und 2003 zu Lyngby BK, bei dem er auch in der Profimannschaft spielte. Ein weiteres Jahr später wechselte er zum Brønshøj BK. Wiederum ein weiteres Jahr später ging er zum Kopenhagener Vorortklub Brøndby IF. 2006 stieg er in dessen Profimannschaft auf und debütierte am 25. Oktober 2009 im Superliga-Spiel gegen Aalborg BK. Von Januar bis Dezember 2014 spielte er für HJK Helsinki, anschließend bis August 2015 für Sandefjord Fotball. Danach stand er bis Juni 2016 bei Odense BK unter Vertrag. Im August 2016 schloss er sich Vitesse Arnheim an.
Tørnes ist ehemaliger dänischer Juniorennationalspieler.